# Dmitri Nabokov
Pour les articles homonymes, voir Dmitri Nabokov (homonymie) et Nabokov (homonymie).
Dimitri Vladimirovitch Nabokov, né à Berlin le 10 mai 1934 et mort à Vevey (Suisse) le 23 février 2012, est un chanteur américain d'opéra et traducteur, fils unique de l'écrivain américain d'origine russe Vladimir Nabokov et de Véra Nabokov.
Il a traduit l'œuvre de son père du russe à l'italien et à l'anglais, et a publié en 2009 le dernier livre inachevé de son père, L'Original de Laura (C'est plutôt drôle de mourir), ce qui a provoqué de violentes controverses.